# Église Saint-Jacques du Carbet
L'église Saint-Jacques du Carbet est une église catholique située au Carbet, en France.

## Localisation
L'église est située dans le département français de la Martinique, sur la commune du Carbet, rue Perrinon, située dans la section A, sous le n° 108 d'une contenance de 32 a 8 ca.

## Histoire
La paroisse du Carbet est érigée en 1645 sous le vocable de Saint Jacques en mémoire du gouverneur Jacques du Parquet qui s’y était installé en 1638. Le premier desservant connu est le père Hempteau, jésuite qui y officie en 1645. Une chapelle consacrée à saint Jacques le Majeur est élevée par les jésuites en 1651. 
Vers l’année 1666, la paroisse est confiée à des séculiers et en 1767 aux dominicains qui transforment et agrandissent la chapelle en une église en dur érigée en 1776 dans un style baroque en maçonnerie et bois. 
Le tremblement de terre de 1839 fend horizontalement l'église au niveau des fenêtres de la nef. Celle-ci est réparée en 1840 et 1841. Les reliques de saint Jacques le Majeur sont transférées dans l’église en 1846. 
Épargnée par la nuée ardente de l'éruption de la montagne Pelée en 1902, l'église Saint-Jacques conserve sa façade du XVIIIe siècle d'inspiration baroque. 
Elle a fait l'objet d'une importante campagne de travaux de restauration, tant pour les intérieurs que pour les extérieurs, réalisés par monsieur Etienne Poncelet - Architecte en chef des monuments historiques.   
L'édifice est protégé au titre des monuments historiques (arrêté de classement en date du 29 décembre 1978). Par ailleurs, elle abrite de nombreux objets protégés au titre des Monuments historique.  

## Description
Le plan en croix latine comporte une nef avec bas-côtés. L'intérieur comprend une voûte lambrissée portée par des colonnes cannelées en bois peint, ainsi qu'une abside en cul-de-four. 
À l'origine, les murs du chœur étaient ornés de peintures sur toile représentant certains sujets de l'Ancien et du Nouveau Testament et les fenêtres étaient constituées de toiles clouées sur des châssis. 
L'église Saint-Jacques contient une relique de l'apôtre Saint Jacques le Majeur et un confessionnal du XIXe siècle dont les décors ont été sculptés à l'aide d'un canif par le menuisier Alexandre Dauphite. 

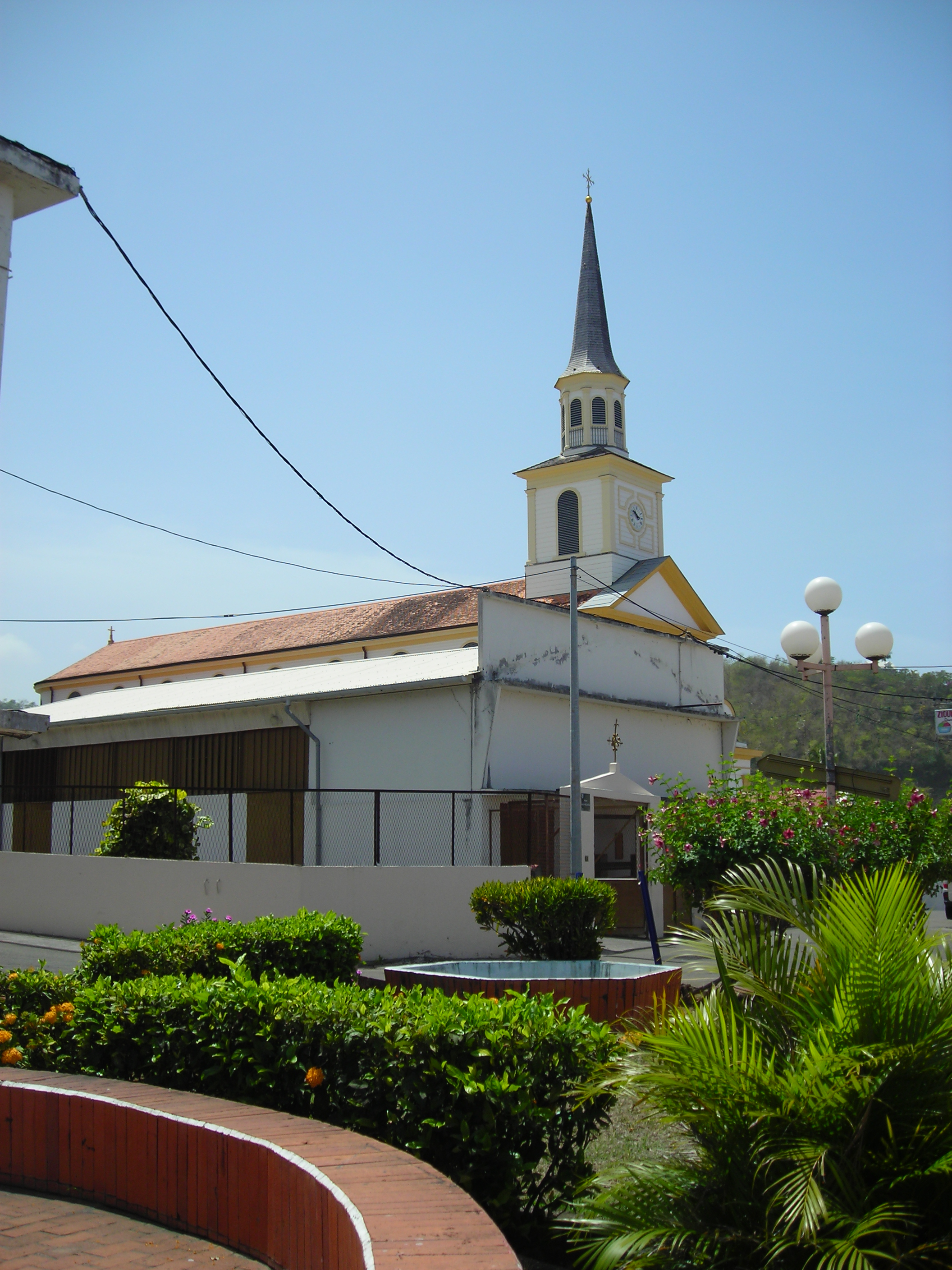
Église Saint-Jacques.
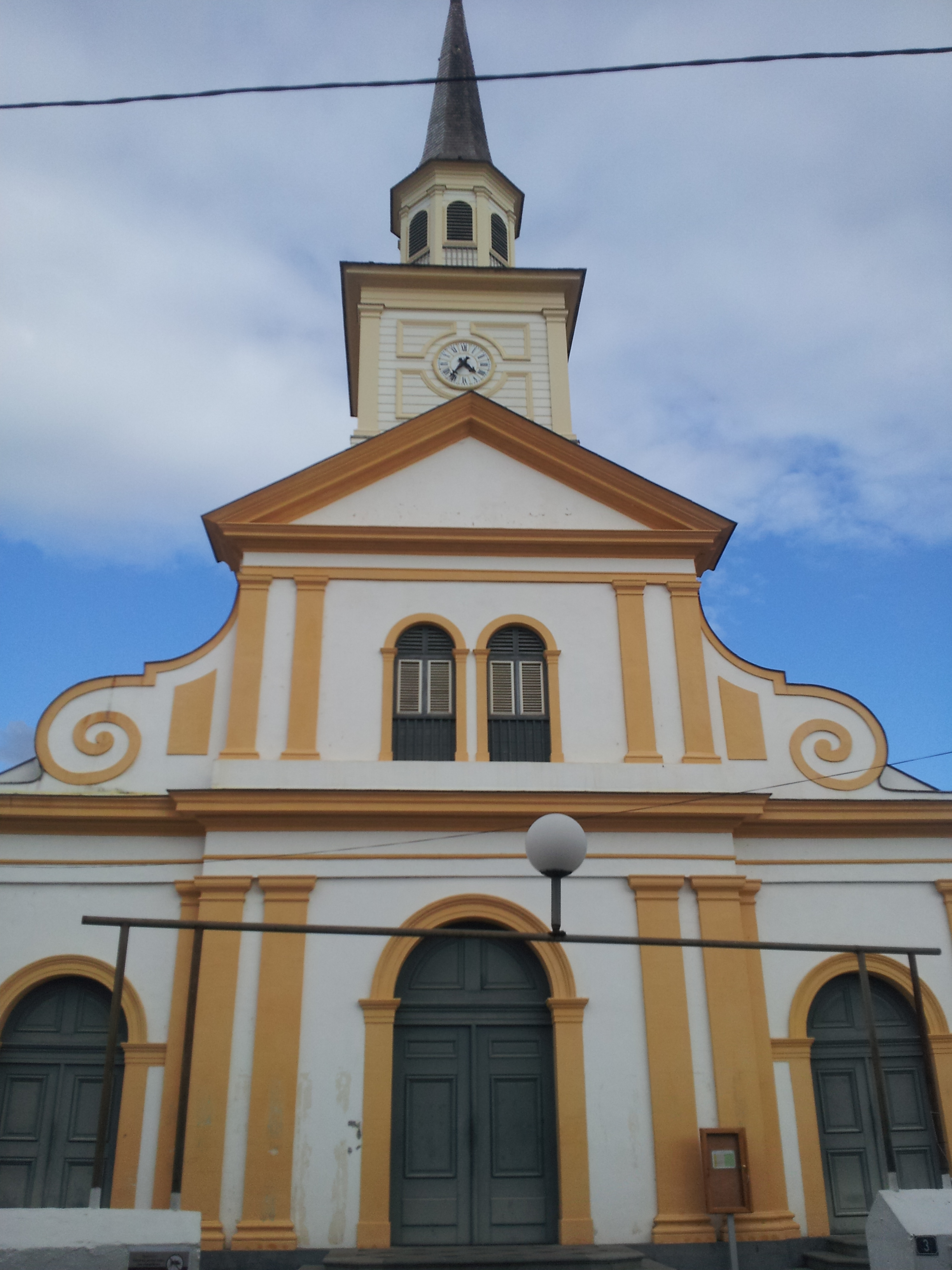
Façade.
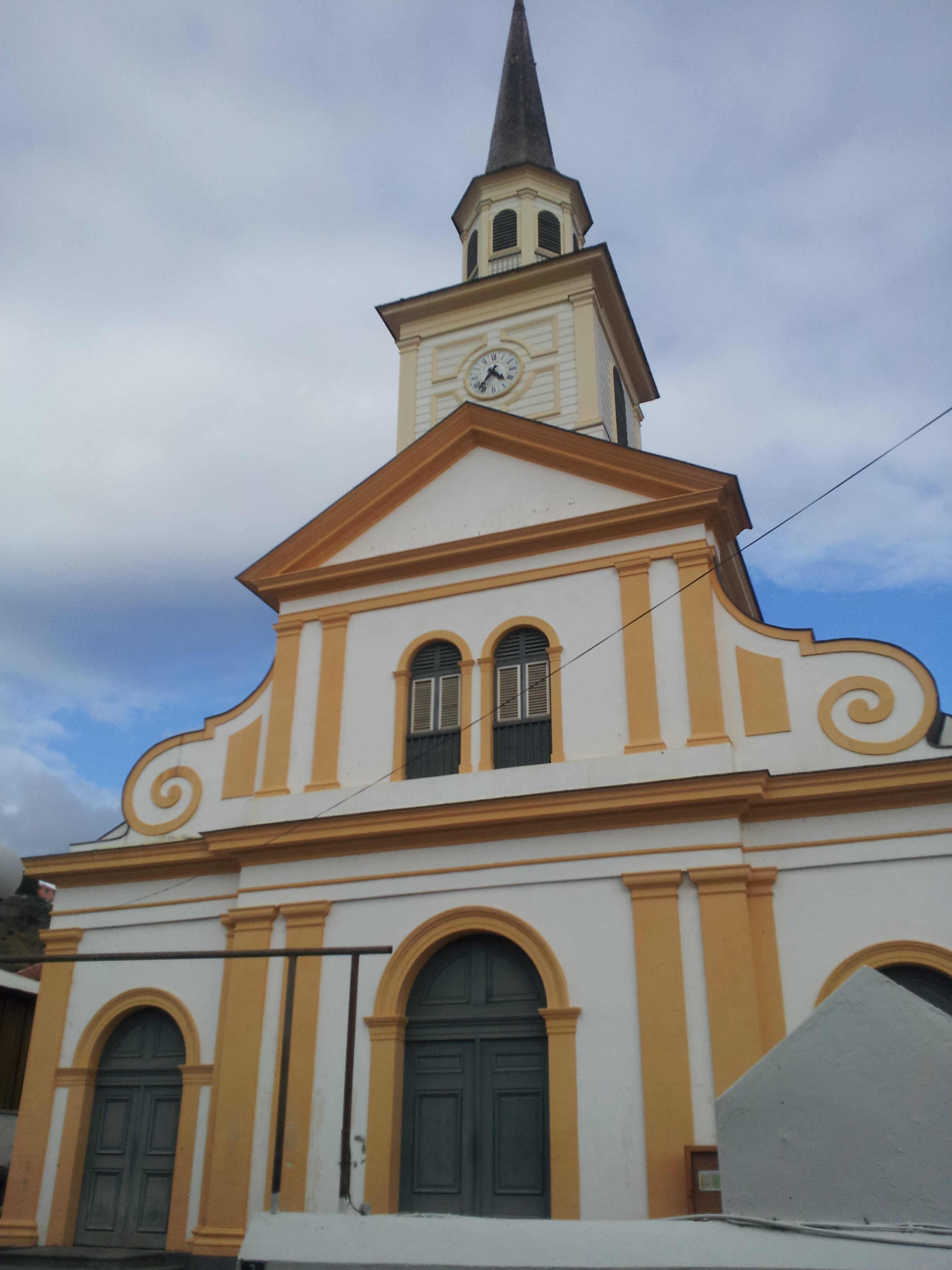
Façade.
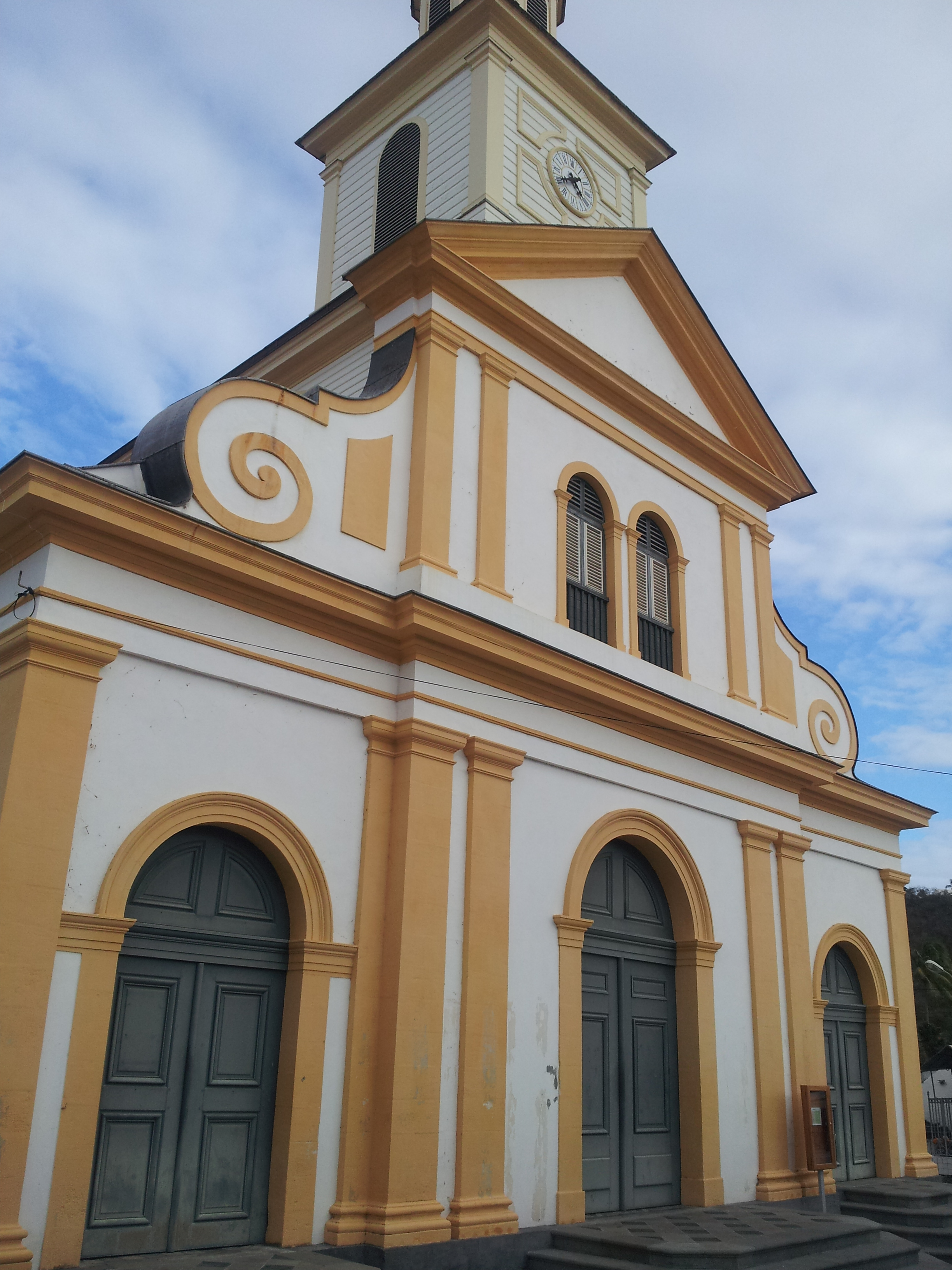
Façade.
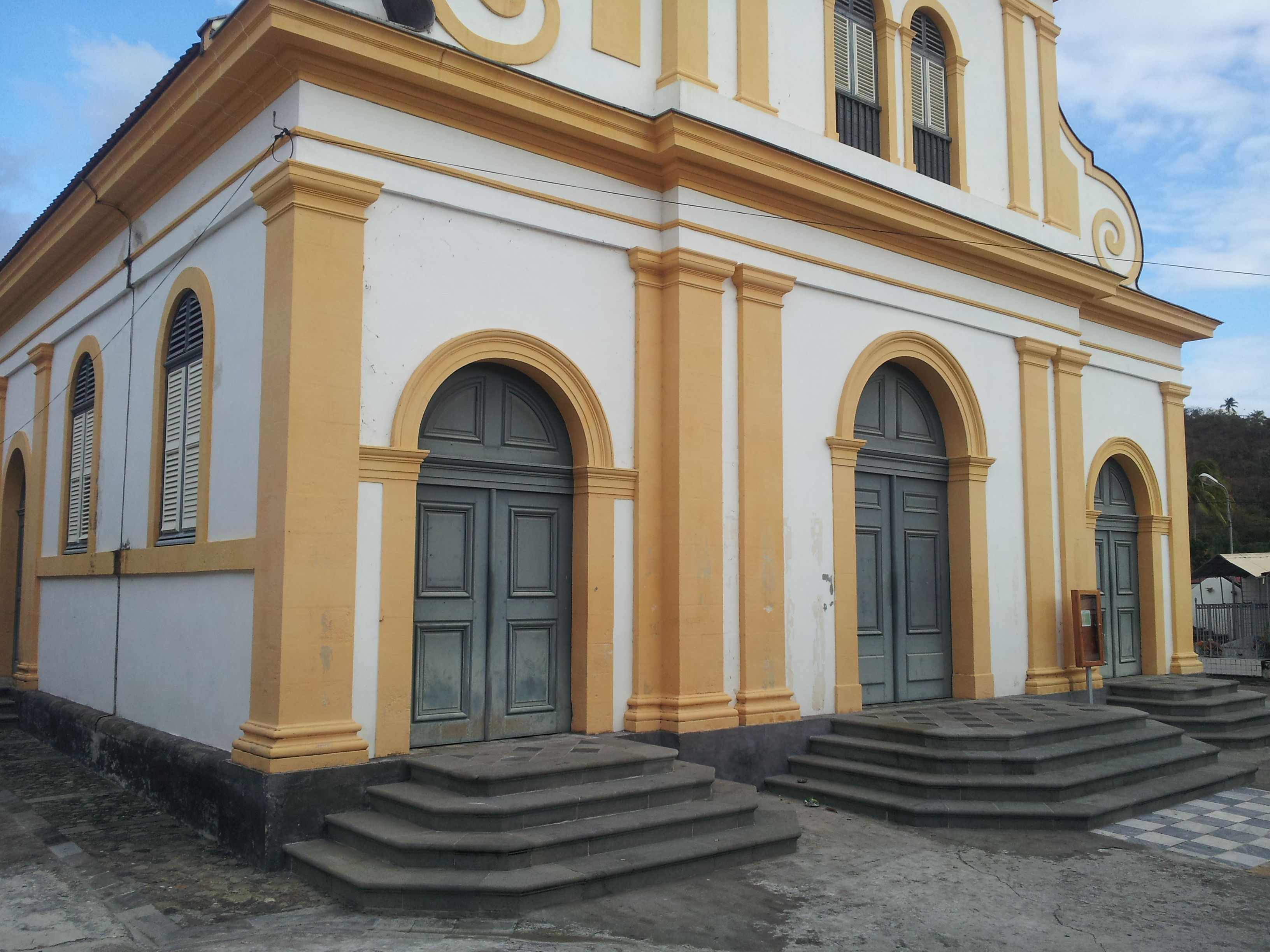
Façade (bas).
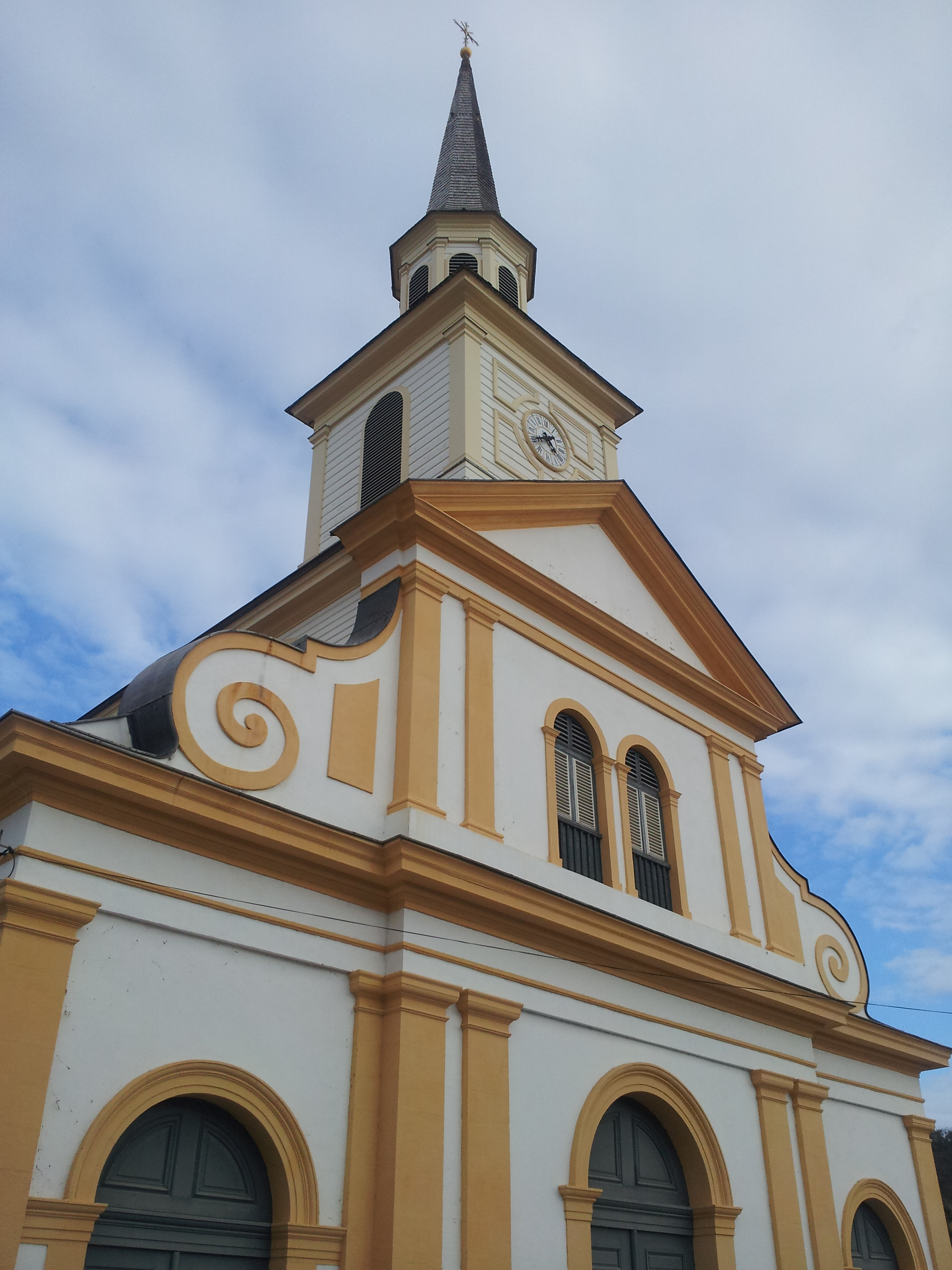
Façade (haut).
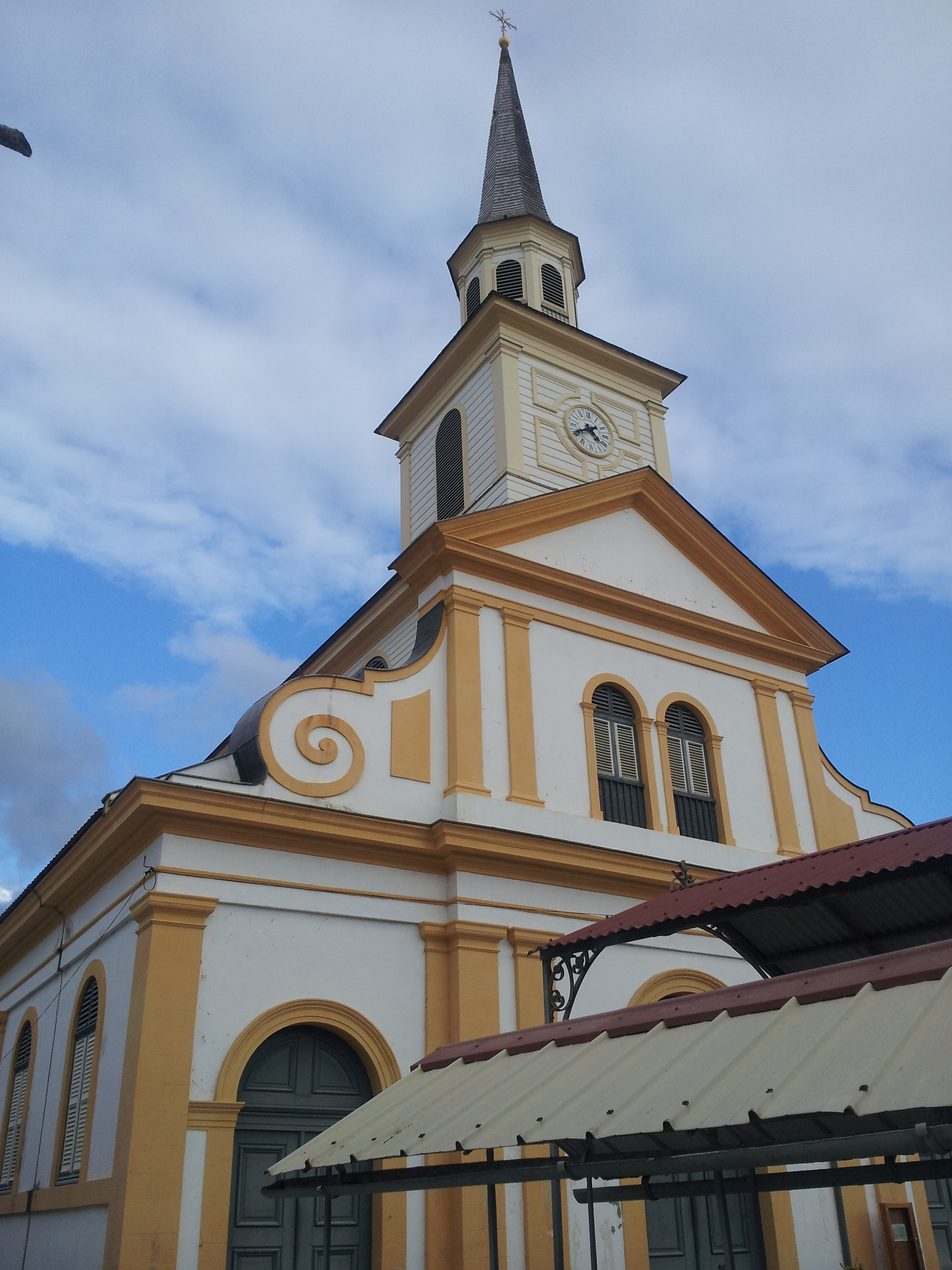
Façade (haut).
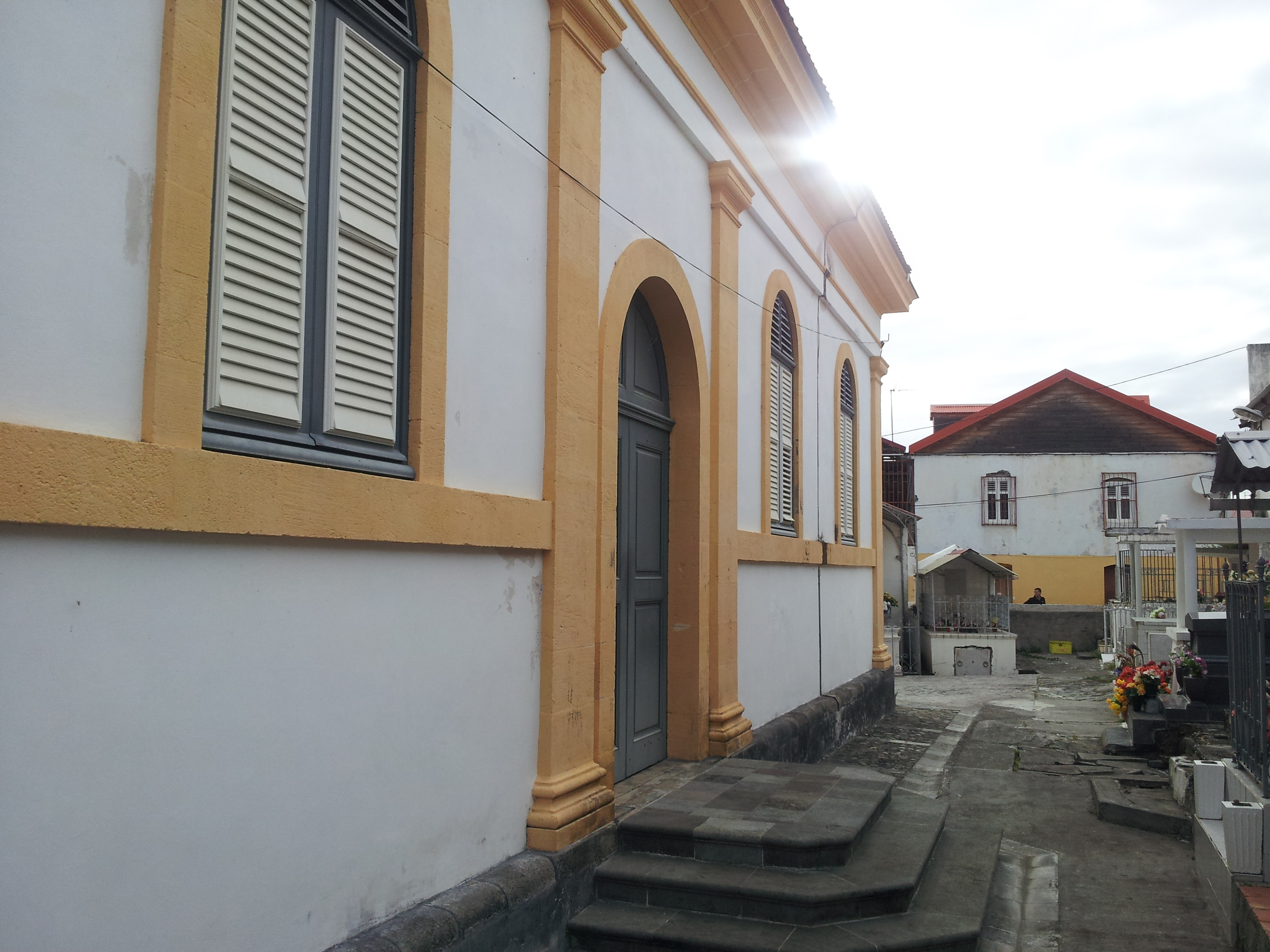
Côté gauche de l'église.